# 信太山演習場
座標: 北緯34度29分31秒 東経135度27分41秒 / 北緯34.492003度 東経135.461286度
信太山演習場（しのだやまえんしゅうじょう）は、大阪府和泉市および一部が堺市にまたがり所在する陸上自衛隊の演習場。演習場を含むその一帯のことを信太山丘陵ともいう。

## 歴史

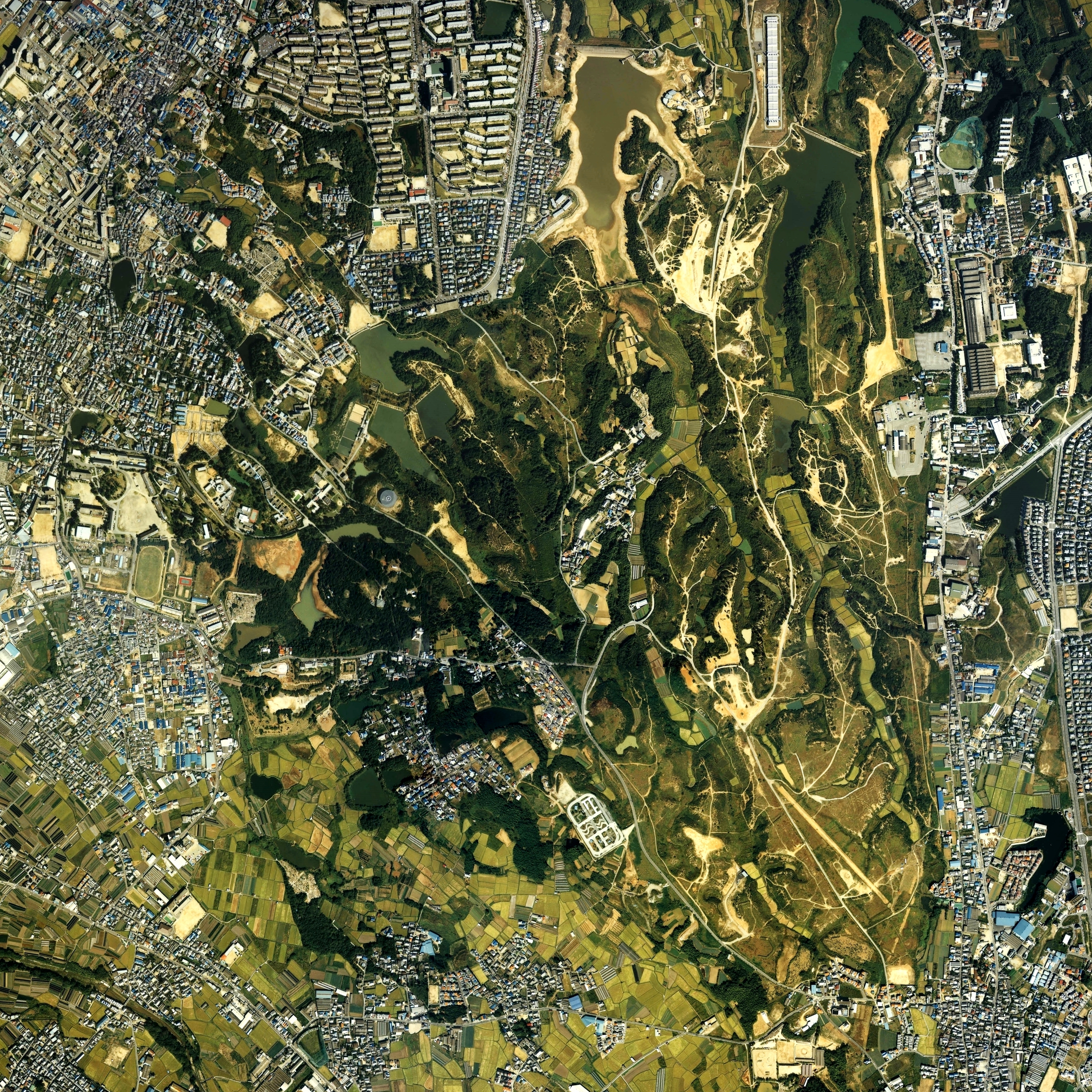
信太山演習場周辺の空中写真。1985年撮影の8枚を合成作成。。

泉北地域の須恵器窯跡の状況から、7世紀頃の信太山丘陵には松林があったと考えられる。江戸時代には聖神社境内信太山として丘陵一体は同神社によって管理されていた。
明治時代に入ると信太山は政府によって上知され、明治3年に堺県の管理下の国有地となる。堺県の下で新田開発が行われ、開発を主導した小野氏に因み和泉郡小野新田となる。小野新田では養蚕業が営まれていたが、台風被害や水不足が重なり1885年（明治18年）頃には経営が放棄された。一方、1873年（明治5年）までには大砲射的場が設置され、同年信太山陸軍演習場となる。演習場は大坂城内に司令部を置く第4師団隷下の部隊が使用していた。
1919年（大正8年）11月には野砲兵第4連隊が泉北郡伯太村大字伯太・郷荘村大字一条院・国府村大字府中に移駐し、伯太村大字黒鳥に野砲連隊の演習場が設けられ、信太山一帯は一大軍事拠点となる。満州事変以降、演習場は次第に拡張されてゆく。
第二次世界大戦後、信太山駐屯地には堺市の金岡（キャンプ・カナオカ）に司令部を置く進駐軍（アメリカ軍）の第25歩兵師団第27歩兵連隊が駐留し、朝鮮戦争で出動した。派遣米軍の多くは訓練未熟であったが、第27歩兵連隊は苦闘続きの緒戦にあって敢闘している。これは有能な連隊長の存在とキャンプに隣接して演習場があり訓練が比較的行き届いていたことである、とされる。
その後、米軍撤収後の1957年（昭和32年）9月2日に陸上自衛隊信太山駐屯地が開設され駐屯地と併存する演習場となる。また、1997年（平成9年）から防衛庁は民有地解消事業を計画し、2004年（平成16年）に和泉市土地開発公社が民有地（約16ヘクタール）を買い取る。
2003年（平成15年）からは信太山クロスカントリー大会の会場が信太山演習場となる。

## 演習場の状態
かつて信太山丘陵は松が広がる土地であったが、旧軍時代や戦後の困窮期における燃料としての伐採や松枯れ病によって植生は減少した。土壌については強酸性の赤い泥状で、古代には須恵器の材料として適していたが、農耕にはやや不適であり、一帯は演習場となった。
信太山演習場の敷地は約220万平方メートルに及びこの内民有地は農地など約27,000平方メートルが点在しており、形は大きくは南北に広がり一部は蔭涼寺を含む民有地をまたいだ西側にも広がる。場内には溜池が幾つもあり最も大きなものは大谷池がある。演習場の概ね中央を縦貫する形で南北にバイパス道路が通じており、道路沿いに覆道射場がおかれ近くには廠舎もある。また、演習場南西部の飛び地に自動車訓練所の跡地が有り、堺市側にはかつては屋外型の射撃場があったが現在は訓練場として残されている。
演習場周辺は住宅地が広がり、和泉市側に航空局レーダー、泉北水道企業団の施設、公園、霊園および田畑が存在し、堺市側には和泉自動車検査登録事務所（両市境界にあり敷地自体は和泉市内にある）をはじめ、工場、商業地、団地および南東側側部には阪和自動車道が沿っている。演習場の地形や植生は演習などによって変化したが、演習場であったため周辺の宅地造成から逃れ周辺でも貴重な自然が残る地域となっており、和泉市当局による保全活動や地元市民の運動として里山自然公園構想が発案されている。
1999年（平成11年）頃から産業廃棄物業者の私有地が含まれる演習場内の一部に産業廃棄物が不法投棄され、大谷池を管理する「光明池土地改良区」が撤去費用を肩代わりし2008年（平成20年）2月に撤去がはじまる。